# Bourreria pulchra
Bourreria pulchra là loài thực vật có hoa trong họ Mồ hôi. Loài này được (Millsp.) Millsp. ex Green. mô tả khoa học đầu tiên năm 1912.